# Eppinger Straße 64 (Böckingen)
Das Wohnhaus Eppinger Straße 64 im Heilbronner Stadtteil Böckingen ist ein privater Profanbau, der nach Plänen des Gemeinderats und Maurermeisters Stegmüller um die Jahrhundertwende errichtet worden ist. Das denkmalgeschützte Gebäude gilt als Kulturdenkmal.

## Beschreibung

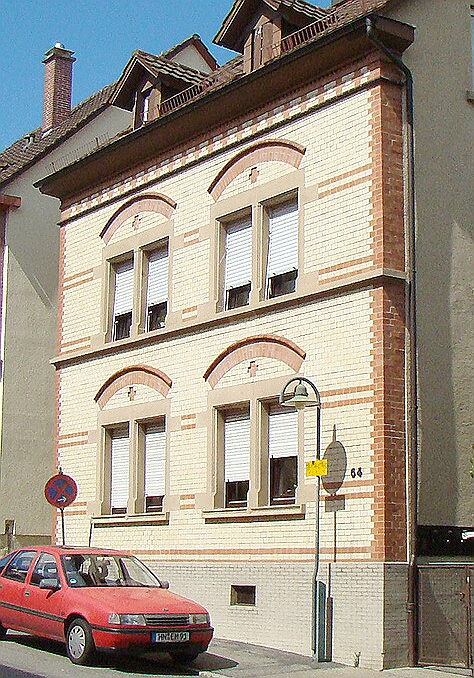
Fassade des Wohnhauses an der Eppinger Straße 64 in Heilbronn-Böckingen

Das Wohnhaus Eppinger Straße 64 ist ein traufständiger, zweistöckiger Sichtziegelbau. Die Fassade wird spiegelsymmetrisch durch Fensterachsen gegliedert. Die Zwillingsfenster bestehen jeweils aus rechteckigen Fenstern. Diese werden durch einen gemeinsamen Segmentbogen in farbig, kontrastierendem Sichtziegelwerk als Fensterbekrönung zusammengefasst. Die Gewände der Zwillingsfenster bestehen ausschließlich aus Sandstein. Ein Stockwerkgesims wird durch ein profiliertes Gesims in Sandstein dargestellt. Das Gesims unterhalb der Dachtraufe wird durch ein profiliertes Gesims in Sichtziegelwerk dargestellt. Weitere horizontale Gesimse und Eckquaderung werden lediglich im farbig, kontrastierenden Sichtziegelwerk dargestellt. Ein Kreuz-Fries im farbig, kontrastierenden Sichtziegelwerk befindet sich unterhalb der Dachtraufe.

## Geschichte
Mit seinen kontrastierenden Sichtziegeln stellen sie ein Dokument des Wandels von einem Dorf zu einer Arbeiterwohngemeinde dar. Bauherr Stegmüller ließ in der Eppinger Straße sechs unmittelbar benachbarte Gebäude in dekorativer Sichtziegelbauweise errichten. Neben diesem Gebäude sind dies Nr. 47/49, Nr. 51, Nr. 66, Nr. 68 und Nr. 72.